# Principe di San Donato
Principe di San Donato fu un titolo creato da Leopoldo II di Toscana per l'italofilo russo Anatolio Demidoff nel 1840, per fare in modo che Demidoff potesse sposare Matilde Bonaparte senza che lei perdesse il suo titolo di Principessa. 
Il titolo non fu mai riconosciuto in Russia. Fu chiamato così in onore di Villa San Donato, la villa della famiglia Demidoff a Firenze.

## Lista dei titolari

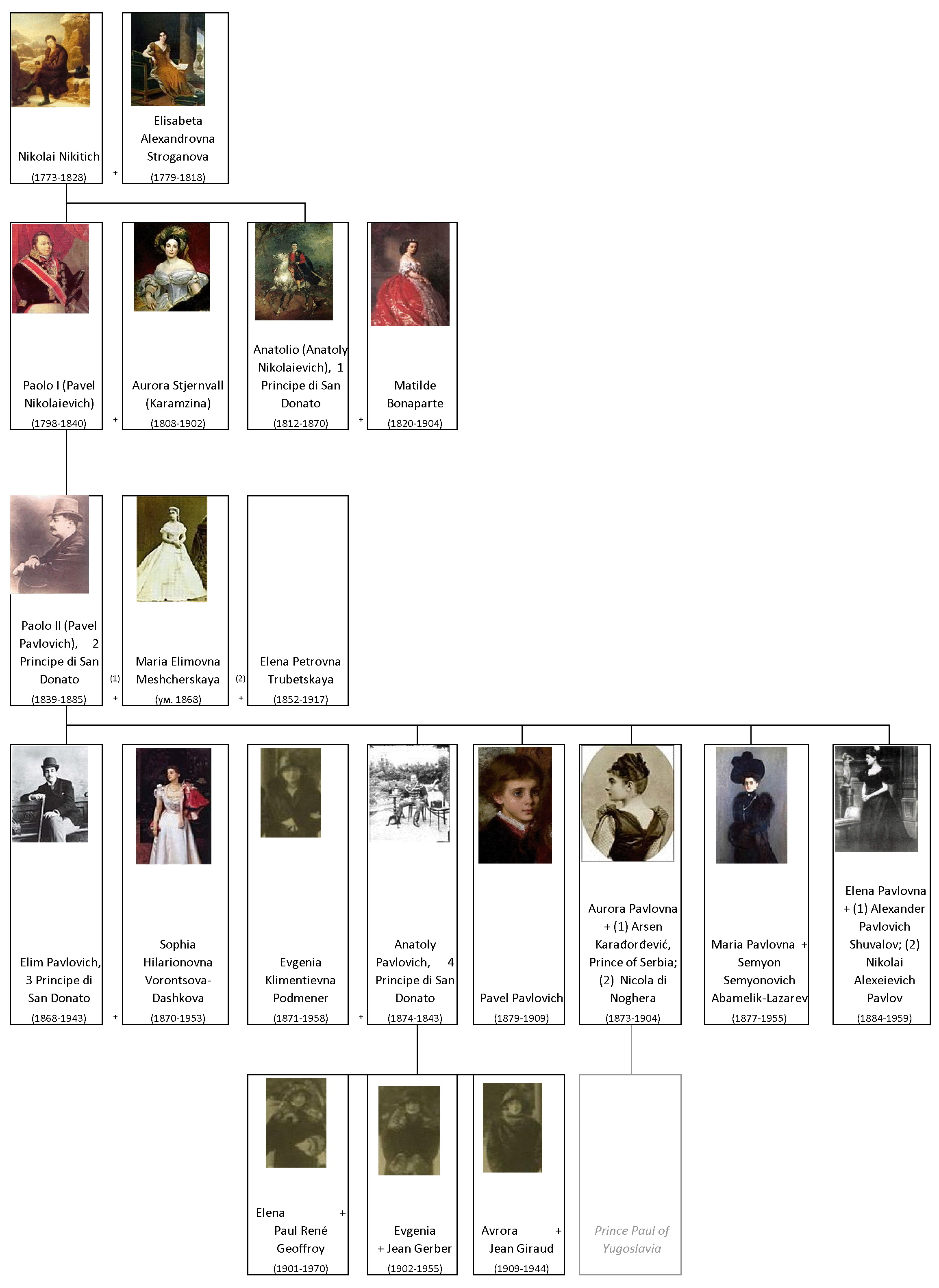

1. Anatolio Demidoff (1813-1870), primo Principe di San Donato, morto senza discendenza legittima
2. Paolo II Demidoff (1839-1885), secondo Principe di San Donato, nipote di Anatolio
3. Elim Pavlovich Demidov (1868-1943), terzo Principe di San Donato, figlio di Paolo
4. Anatolio Pavlovich Demidov (1874-1943), quarto Principe di San Donato, fratellastro di Elim

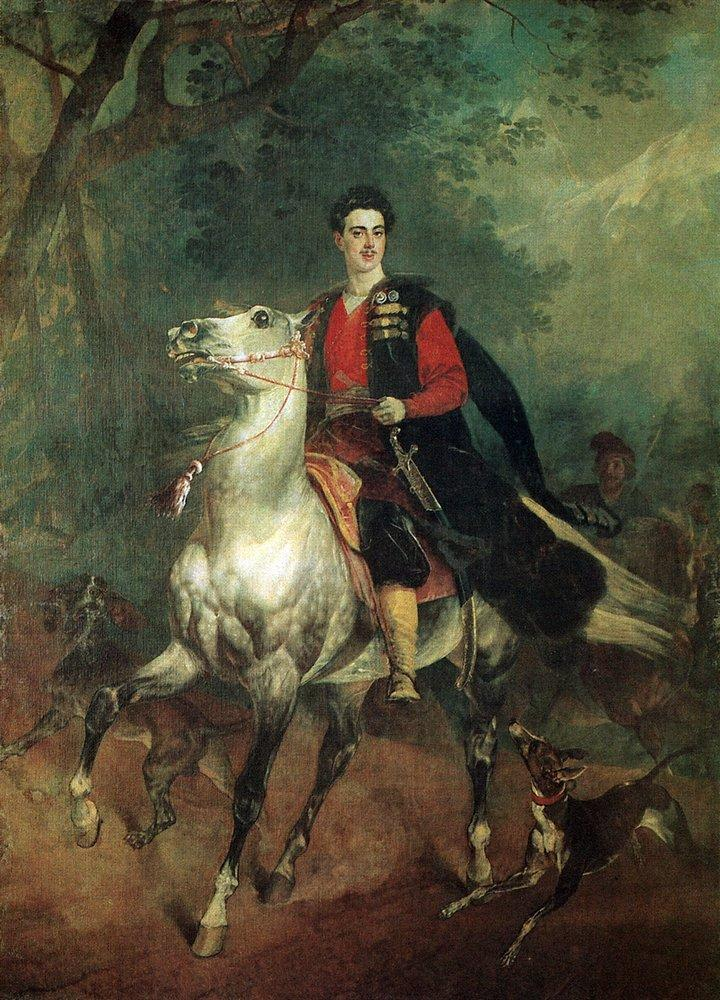
Anatolio
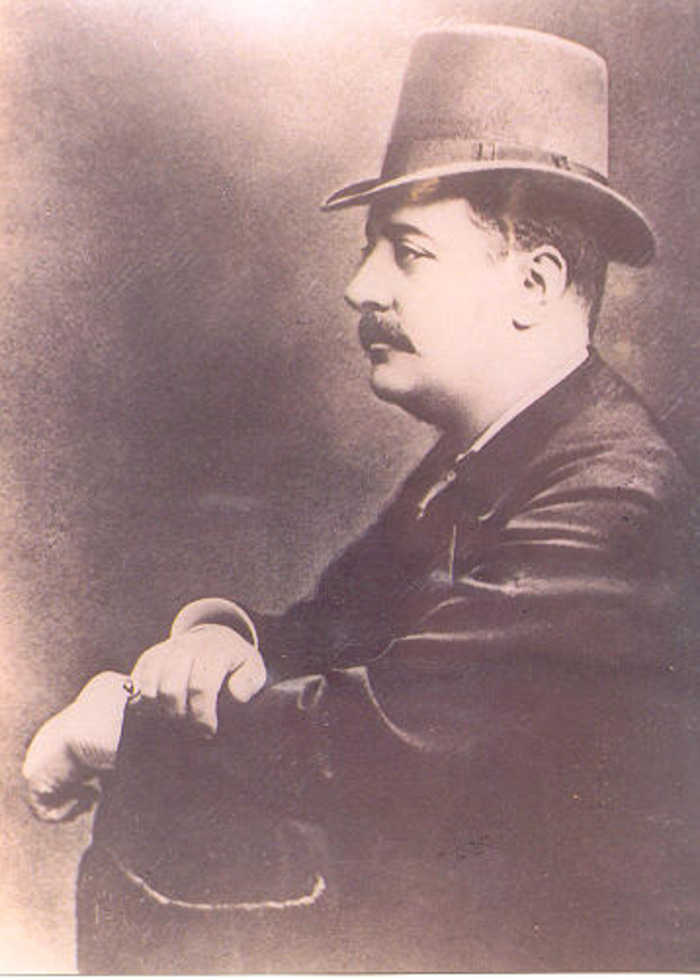
Paolo
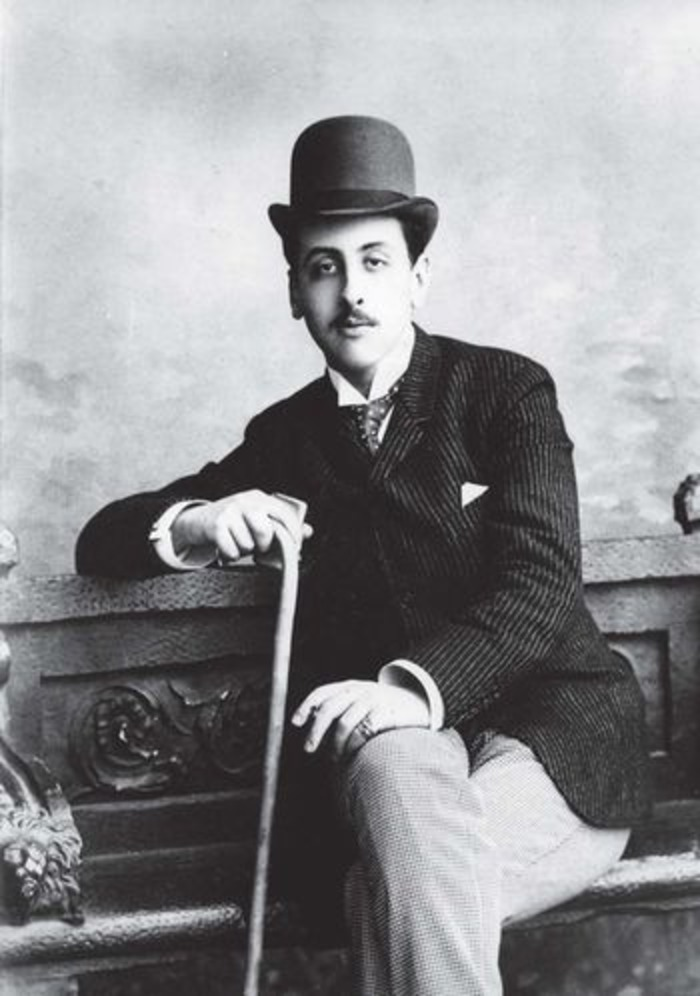
Elim
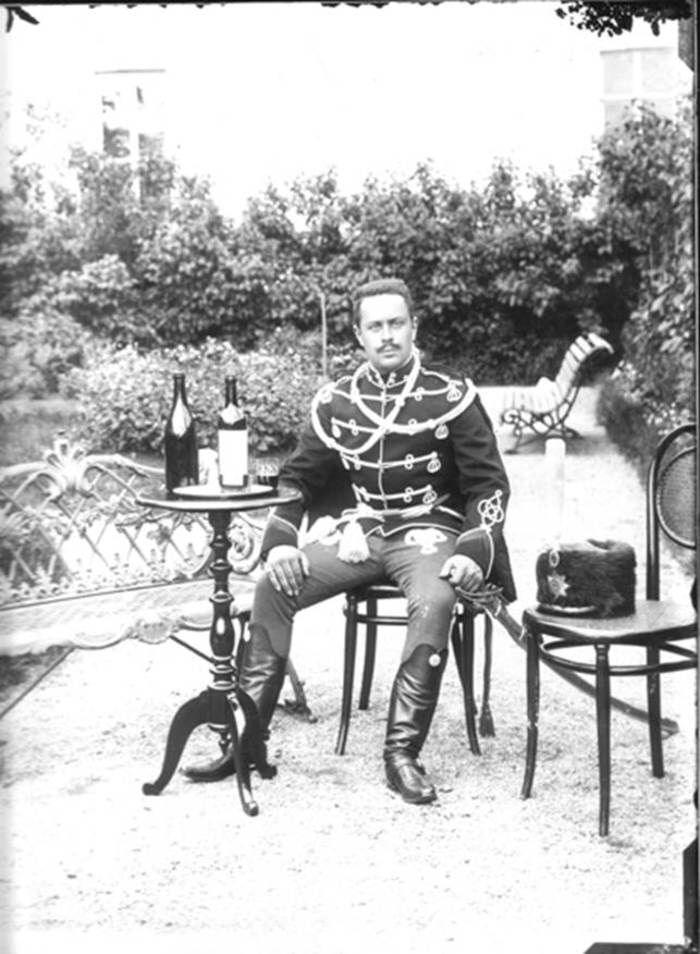
Anatolio Pavlovich